# Andrei Alexejewitsch Tschernyschow
Andrei Alexejewitsch Tschernyschow; russisch Андре́й Алексе́евич Чернышо́в; (* 7. Januar 1968 in Moskau) ist ein ehemaliger russischer Fußballspieler und aktueller Fußballtrainer.
Tschernyschow begann seine Laufbahn im Juniorenteam von Dynamo Moskau, seit 1988 war der Verteidiger Stammspieler der ersten Mannschaft. Mit Dynamo erreichte er in der Saison 1990 den dritten Platz in der sowjetischen Wysschaja liga. 1992 wechselte er zum Lokalrivalen Spartak Moskau, mit diesem Team gewann er 1992 den Pokalwettbewerb und 1992 und 1993 die russische Fußballmeisterschaft. Nachdem er 1993 zunächst wieder zu Dynamo Moskau zurückgekehrt war und mit diesem Team in der Saison 1994 Vizemeister geworden war, wechselte er 1994 nach Österreich zum SK Sturm Graz. Bei Graz spielte Tschernyschow auf der Position des Liberos und gewann mit dem Team zweimal den Vizemeistertitel.
Ab 1996 spielte Tschernyschow in verschiedenen europäischen Ligen. Es gelang ihm allerdings nicht mehr bei einem Team Stammspieler zu werden und er wechselte häufig den Verein. Nach einem kurzen Gastspiel bei PAOK Thessaloniki in Griechenland spielte er in der Saison 1997/98 für die SpVgg Greuther Fürth in der 2. Fußball-Bundesliga. Auch bei diesem Verein kam er aber nur zu insgesamt acht Einsätzen. Nach weiteren kurzen Gastspielen in Belgien bei Royal Antwerpen und in Österreich bei DSV Leoben und beim BSV Bad Bleiberg beendete Tschernyschow seine Karriere 2001 in Russland beim damaligen Zweitligisten Rubin Kasan.
Tschernyschow debütierte 1990 in der Fußballnationalmannschaft der UdSSR. Insgesamt spielte er bis zum Zusammenbruch des Staates siebzehn Mal für die Sbornaja. Er nahm mit der Auswahl der GUS an der Europameisterschaft 1992 teil und kam während dieses Turniers in allen drei Spielen seines Teams zum Einsatz. Von 1992 bis 1993 kam er noch dreimal für die russische Nationalmannschaft zum Einsatz.
Nach seiner aktiven Karriere trainierte Tschernyschow von 2003 bis 2006 die Russische U-21 Nationalmannschaft. Nach Trainerstationen beim FK Wizebsk in Belarus und Dynamo Brjansk in der 1. russischen Division trainierte er von 2010 bis 2011 den kasachischen Verein Aqschajyq Oral.
Von Juni 2012 bis Mai 2013 war er Trainer beim saudi-arabischen Verein Al-Shola in der U-20.
Im Juni 2013 übernahm er die Leitung des kuwaitischen Vereins Al-Fahahel.
Ein Jahr später, im Juni 2014, übernahm er den Posten des Sportdirektors von Torpedo Moskau.
Im Mai 2021 wechselt er als Trainer zum Mohammedan SC in der indischen Stadt Kalkutta. Im November desselben Jahres führte er die Mannschaft zum ersten Mal seit 40 Jahren zum Sieg in der Calcutta Football League (Meisterschaft des Bundesstaates Westbengalen).